# Euorodalus bredoi
Euorodalus bredoi är en skalbaggsart som beskrevs av S. Endrödi 1964. Euorodalus bredoi ingår i släktet Euorodalus och familjen Aphodiidae. Inga underarter finns listade i Catalogue of Life.